# محافظة غويكيدو
Guéckédou هي محافظة غينية تقع في إقليم نزيريكوري وعاصمتها هي غكيدو. تبلغ مساحة المحافظة 4750 كيلومتر مربع ويبلغ عدد سكانها 290.611 نسمة.

## المحافظات الفرعية
تنقسم المحافظة إدارياً إلى 10 محافظات فرعية :
1. غيكيدو مركز
2. بولودو
3. فنغامادو
4. غينديمبو
5. كاسادو
6. كوندو
7. نونغوا
8. ويندي- كونيما
9. تيكولو
10. ترميسادو ديبو